# Louise Williams
Louise Riddell Williams (* 8. August 1884 in Louisiana; † 27. Juni 1958 in Los Angeles) war eine US-amerikanische Tennisspielerin.

## Karriere
Sie gewann in ihrer Karriere insgesamt drei Mal die US-amerikanischen Tennismeisterschaften im Damendoppel. In den Jahren 1913, 1914 und 1921 siegte sie jeweils mit ihrer Landsfrau Mary Browne.